# Domo (geología)

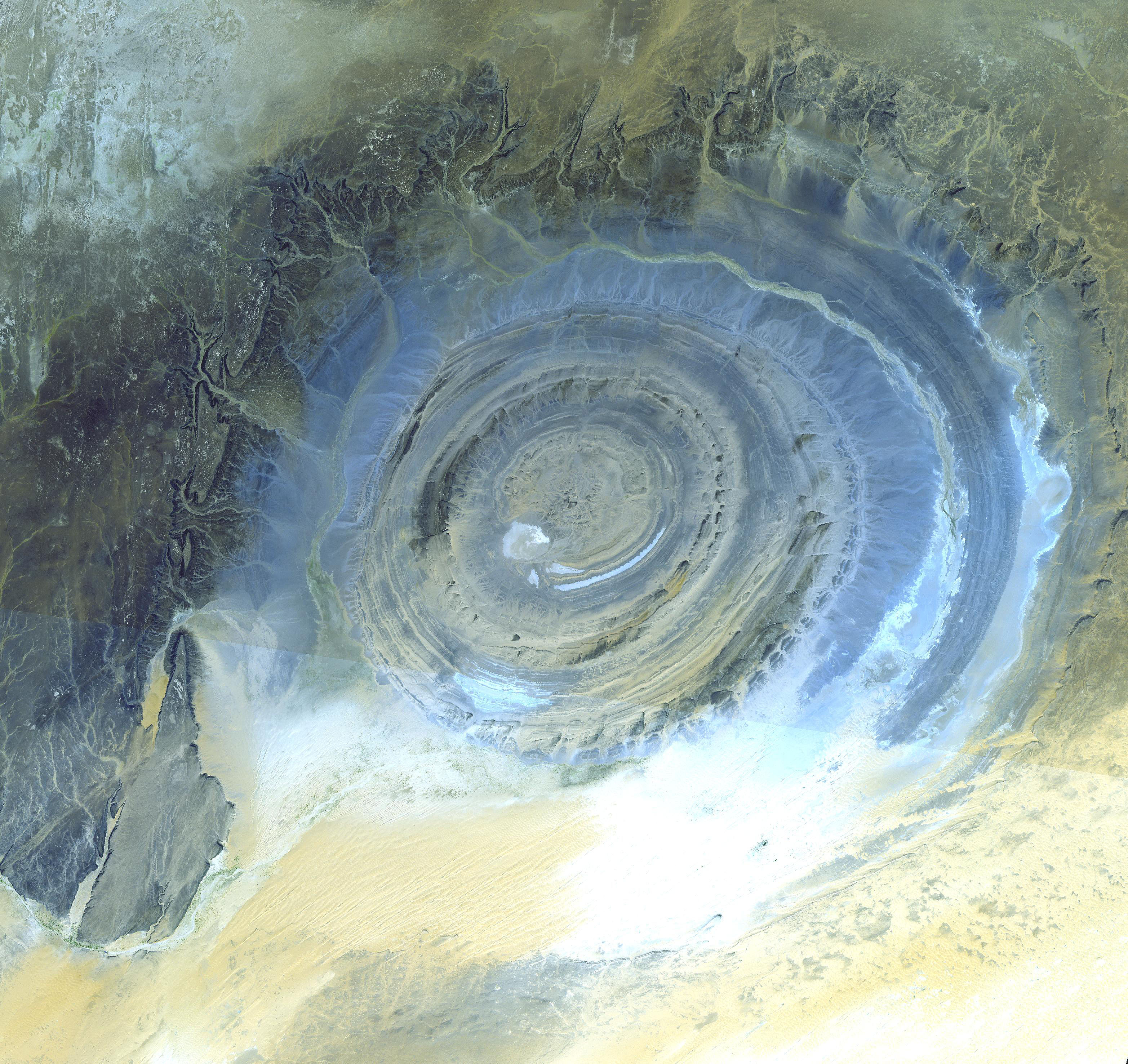
Imagen satelital NASA de la estructura de Richat.

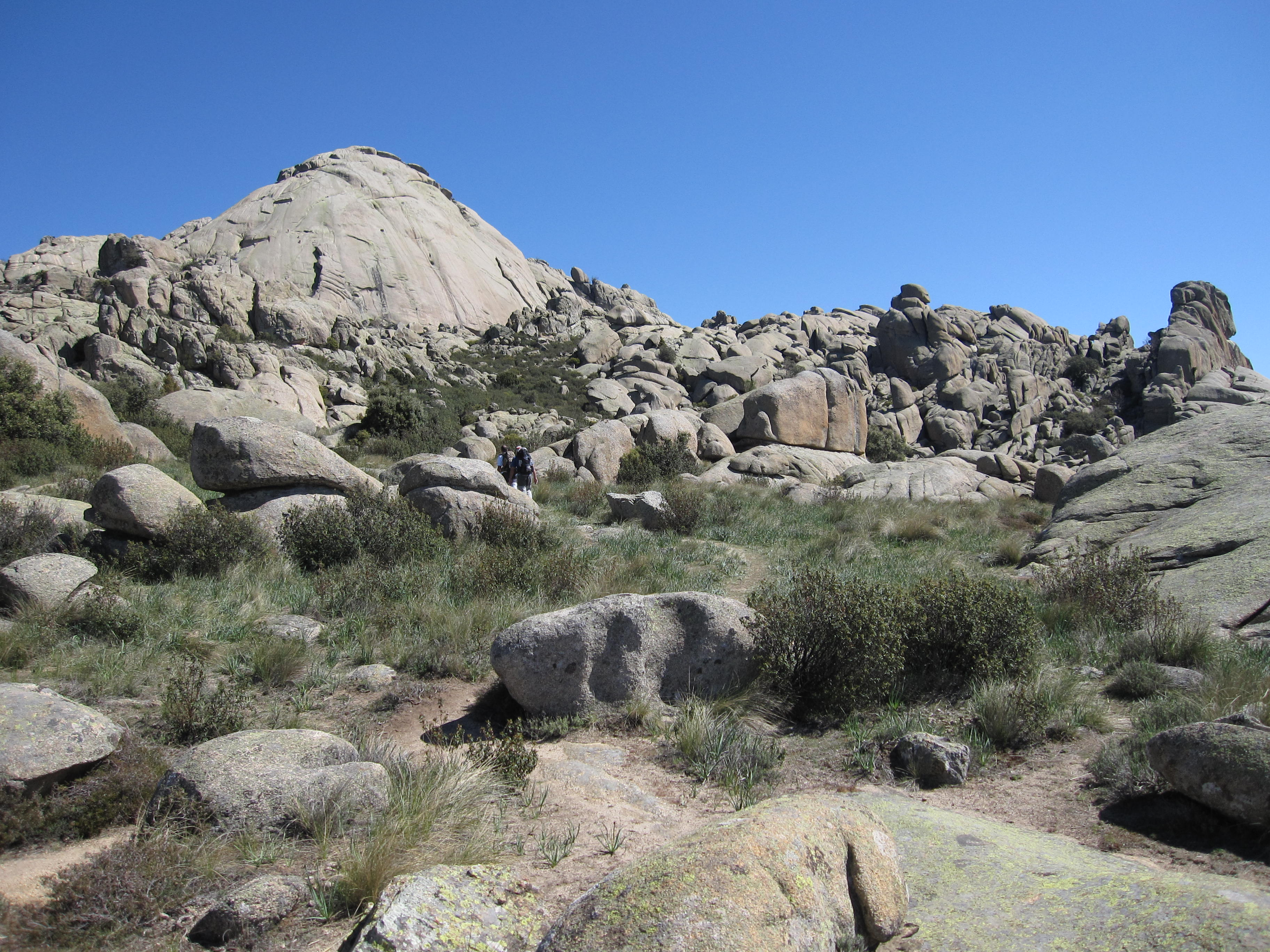
El pico El Yelmo cerca de Manzanares el Real, un buen ejemplo de domo granítico.

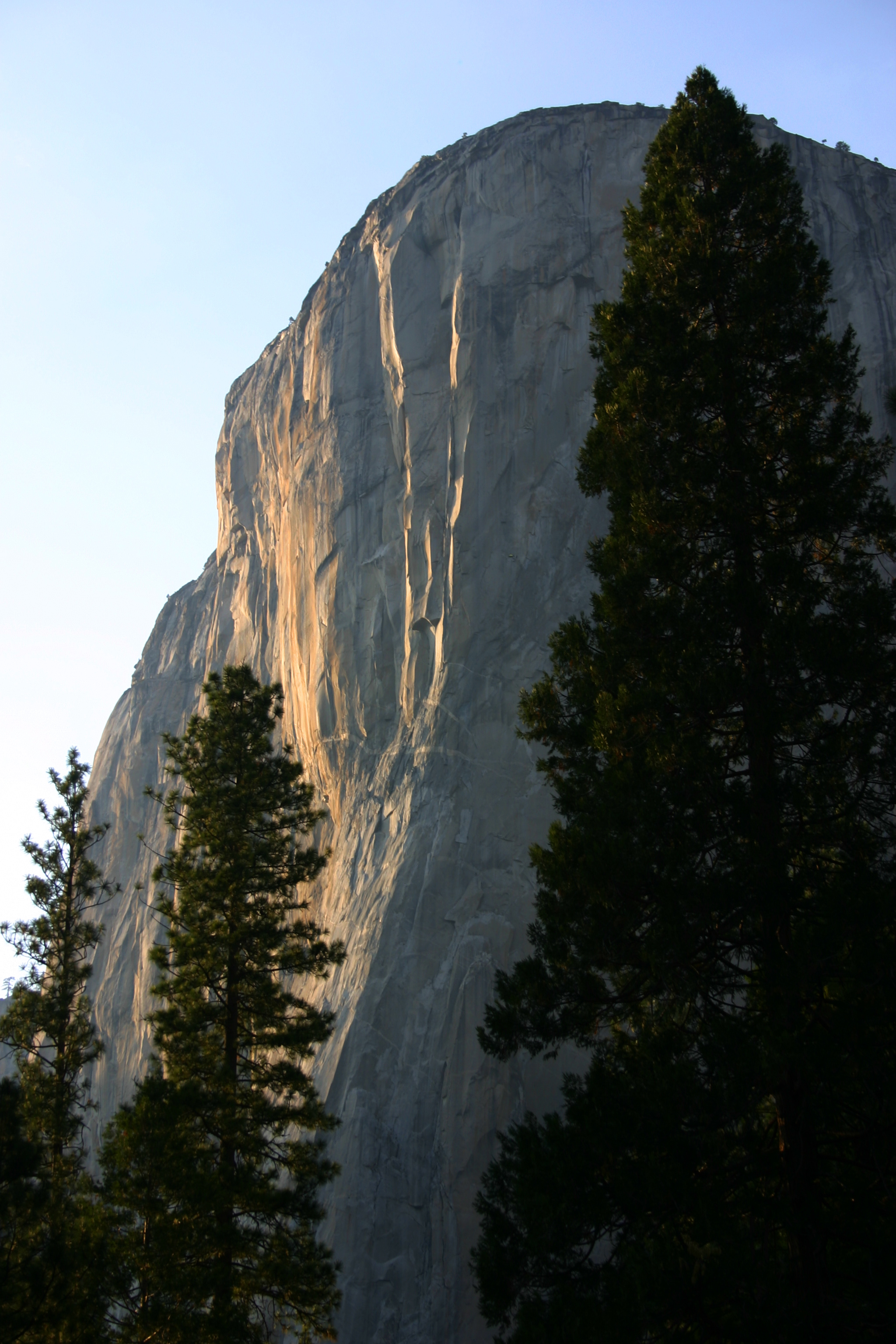
Pico el Capitán visto desde el valle de Yosemite, en California, Estados Unidos.

Un domo, en geología y geomorfología —por analogía con el término arquitectónico domo—, designa a diferentes elementos geológicos con formas que tienen aspecto de cúpula.

## Estructuras denominadas domos
- domo estructural: es un domo anticlinal en formaciones sedimentarias. Es un anticlinal abombado por las fuerzas internas que elevan los estratos ejerciendo presión hacia arriba en un punto o a lo largo de una línea relativamente corta. Cuando el motivo de dicho abombamiento es una intrusión ígnea (lacolito o batolito), las capas sedimentarias superficiales levantadas resultan erosionadas y llegan a conformar estructuras de crestas y surcos concéntricos, destacando como crestas los estratos más resistentes a la erosión. Es el caso de la estructura de Richat, en Mauritania que no es sino un domo anticlinal erosionado. Los estratos más jóvenes se encuentran en el exterior, mientras que los estratos más antiguos se encuentran en el centro del domo.
- domo granítico: es el que se forma por la erosión de los estratos sedimentarios que cubren un lacolito o batolito, descubriendo las rocas ígneas que los forman (generalmente, granito). La erosión en el granito se efectúa entonces por exfoliación, cumpliendo el proceso de meteorización térmica: los rayos solares calientan el granito superficial que se dilata y comienza a separarse del más profundo mientras que el agua que se introduce aquí puede congelarse e ir separando esta delgada capa envolvente por el proceso conocido como gelifracción. A este proceso de gelifracción se le denomina en inglés «onion weathering», es decir, meteorización en forma de capas de cebolla. El pico El Yelmo, en la Comunidad de Madrid, es de este tipo. También se conocen como domos de exfoliación.
- domo salino: es un caso particular del domo estructural, que se forma por la movilización vertical de grandes masas salinas (diapiros), que abomban los estratos superiores. Los domos salinos tienen considerable importancia económica, ya que pueden dar lugar a «trampas» petrolíferas.
- domo petrolero: es un caso particular del domo estructural, cuando el núcleo del anticlinal o sus flancos actúan de trampa petrolífera.
- domo de hielo: es el componente principal de un casquete glaciar o de un glaciar de casquete. Se desarrolla simétricamente en forma de parábola convexa sobre una masa terrestre. En la Antártida son los puntos más elevados de la meseta Antártica.[1]

## Algunos domos destacados
Algunos domos, si están muy aislados, son accidentes del relieve muy destacados y reconocibles, siendo común que sean símbolo de la región en que se encuentran. Son muy conocidos:  
- Half Dome, ubicado en California, Estados Unidos.
- Pan de Azúcar, ubicado en Río de Janeiro, Brasil.
- Stone Mountain, ubicado en Georgia, Estados Unidos.
- Pico El Yelmo, cerca de Manzanares el Real, Comunidad de Madrid.
- Piedra del Cocuy, ubicado cerca del límite trifinio en la frontera entre Colombia, Brasil y Venezuela.
- Piedra del Peñol, ubicado en el municipio de El Peñol, Colombia.